# Harajuku

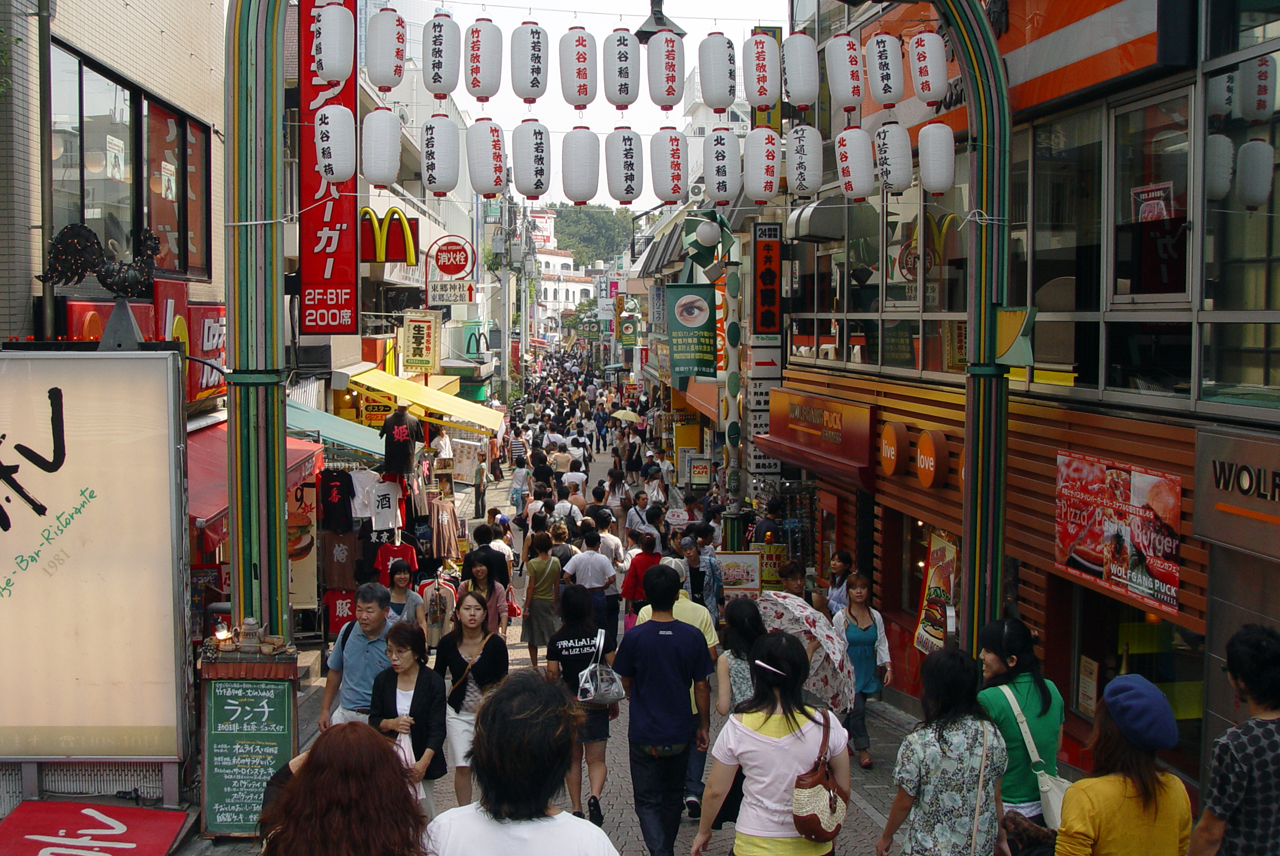
Uliczka o nazwie Takeshita

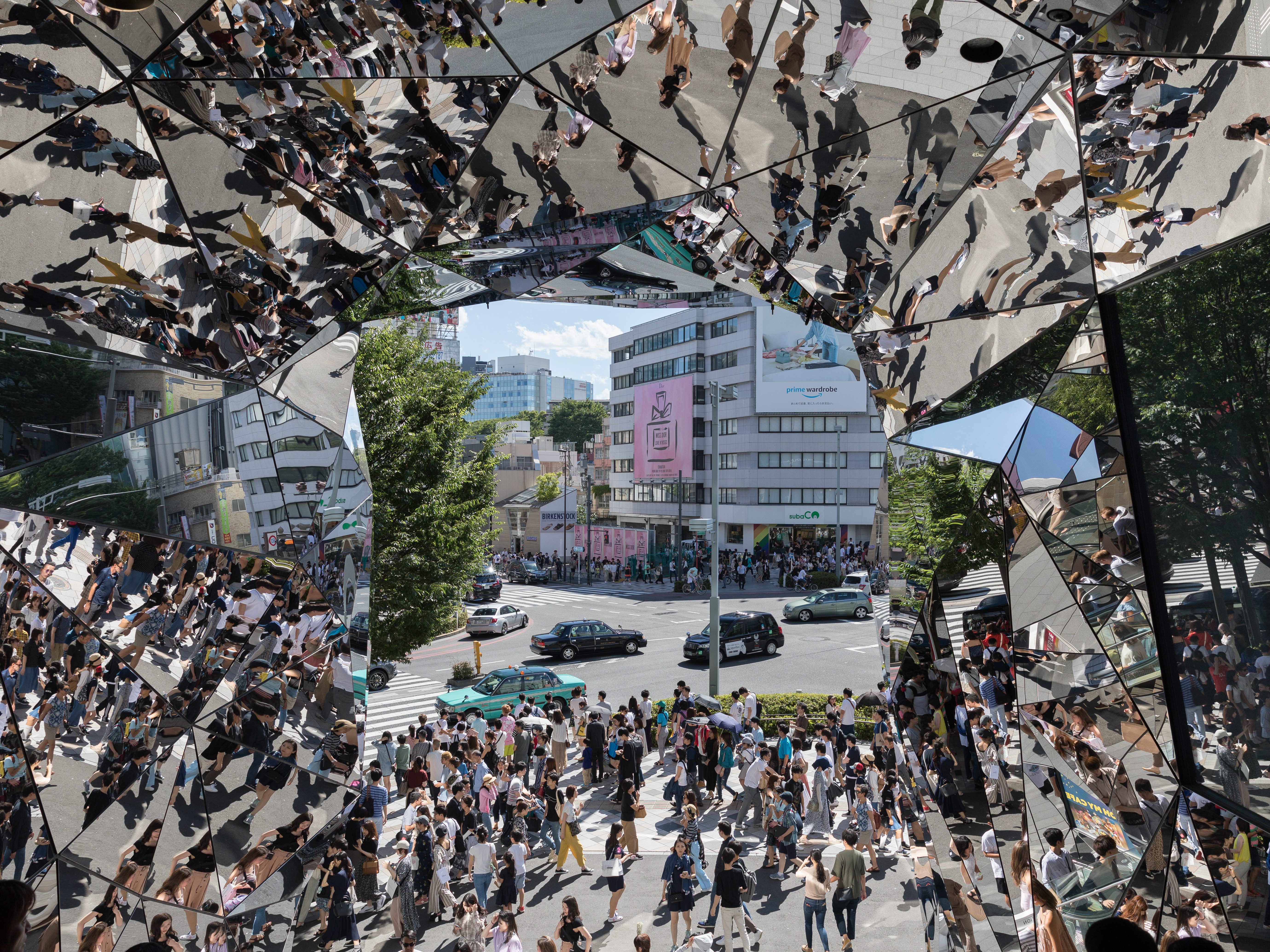
Tłum uliczny odbijający się w wielościennych lustrach Tokyu Plaza Omotesando, stacji Harajuku, Tokio, Japonia, słoneczne niedzielne popołudnie. Zaprojektowane przez architekta Hiroshi Nakamurę

Harajuku (jap. 原宿) – część tokijskiej dzielnicy Shibuya, w pobliżu chramu Meiji-jingū. Obejmuje obszar od stacji Harajuku (Harajuku-eki) na okrężnej linii Yamanote (także Yamate), usytuowanej pomiędzy stacjami Shibuya i Yoyogi, do szerokiej ulicy Omote-sandō. Administracyjnie jest to region Jingū-mae. Jest to centrum kultury młodzieżowej i stylów mody.

## Opis
Kręgosłupem młodzieżowej kultury Harajuku jest wąska uliczka o nazwie Takeshita (Takeshita-dōri) o długości 400 m i odchodzące od niej boczne uliczki, wzdłuż których znajdują się dziesiątki modnych sklepów, butików z modą, sklepów z ubraniami, restauracyjek i barów szybkiej obsługi. W weekendy można tam spotkać młodzież przebraną w stroje inspirowane m.in. mangą i anime (cosplay), a także modą piosenkarzy rockowych oraz hardrockowych (Gothic Lolita). W niedziele tłum jest największy. Przebrana młodzież prezentuje się także na moście Jingū-bashi (dosł. „most do chramu”, znany również jako Harajuku Bridge lub Harajuku Cosplay Bridge), który przechodzi ponad torami linii Yamanote, pomiędzy stacją Harajuku a wejściem do chramu Meiji. Stał się atrakcją turystyczną jako miejsce spotkań cosplayerów i artystów mody.
Harajuku jest mekką ludzi młodych, którzy muszą na co dzień chodzić do szkoły ubrani w mundurki. Styl Harajuku narodził się w latach 70., kiedy ten teren upodobali sobie artyści. To tutaj się spotykali, imprezowali i zakładali sklepy z designerskimi ubraniami i dodatkami. Obecnie Harajuku to jedna z  najpopularniejszych dzielnic Tokio, gdzie nastolatki zmęczone szkolną codziennością mogą się wyszaleć i poprzebierać w swoje ulubione ciuchy. Tutaj też można obserwować liczne i szybkie zmiany stylów, trendów, marek, sklepów oraz osobowości, które pojawiają się i znikają z japońskiej sceny mody ulicznej.

## Miejsca, które warto zobaczyć
- Chram shintō poświęcony admirałowi Heihachirō Tōgō (1848–1934), pogromcy floty rosyjskiej w bitwie pod Cuszimą w czasie wojny rosyjsko-japońskiej 1904–1905.
- Elegancka aleja Omote-sandō – biegnąca równolegle do Takeshita-dōri – z szerokimi, ocienionymi drzewami chodnikami i licznymi sklepami z odzieżą znanych marek.
- Oriental Bazaar przy ulicy Omote-sandō, znany sklep oferujący japońską sztukę, wyroby rzemiosła i pamiątki[3].
- Ōta Memorial Museum of Art prezentujące kolekcje ukiyo-e (drzeworyty, obrazy „przemijającego świata”)[4].

## Galeria

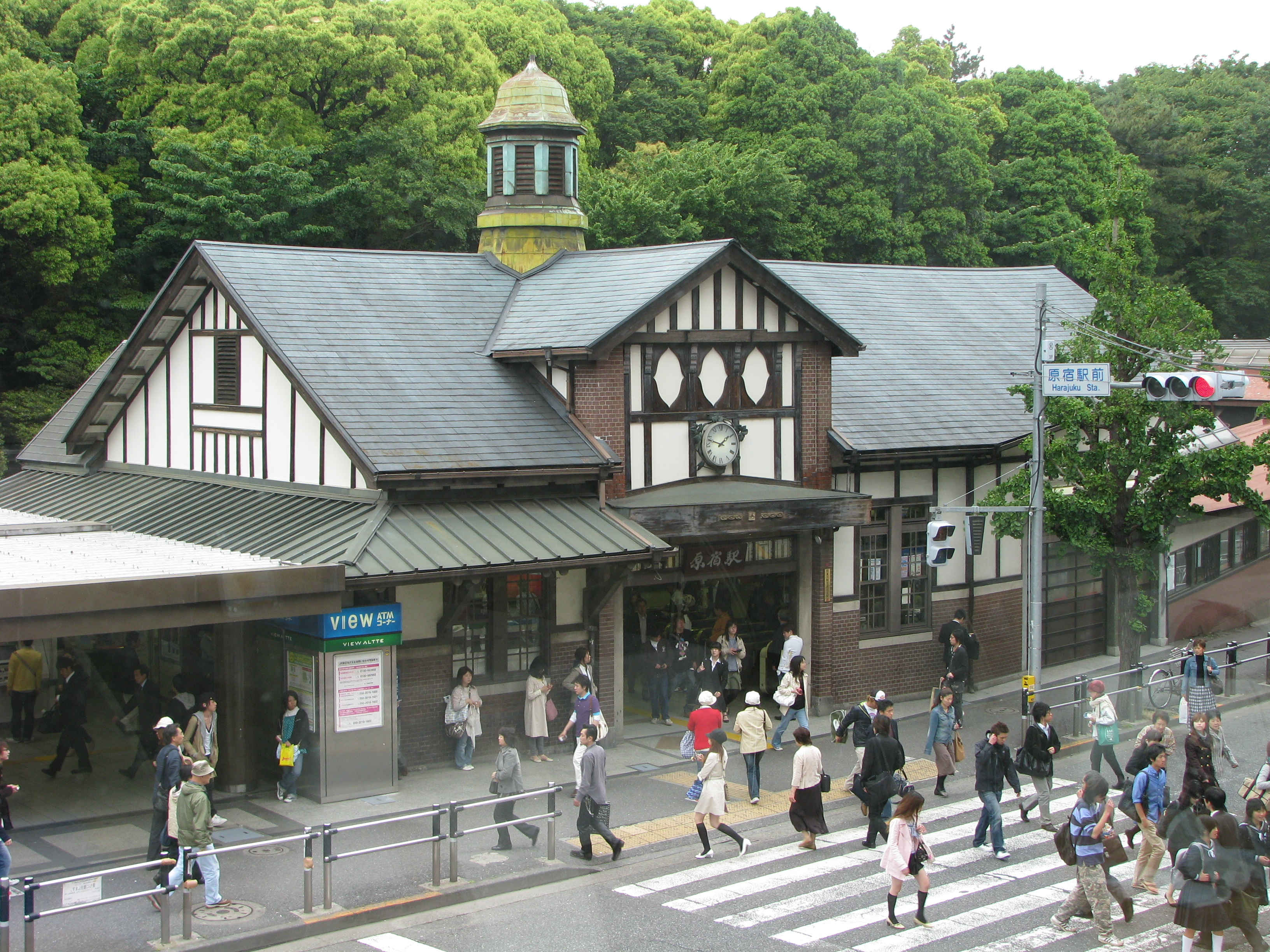
Stacja Harajuku
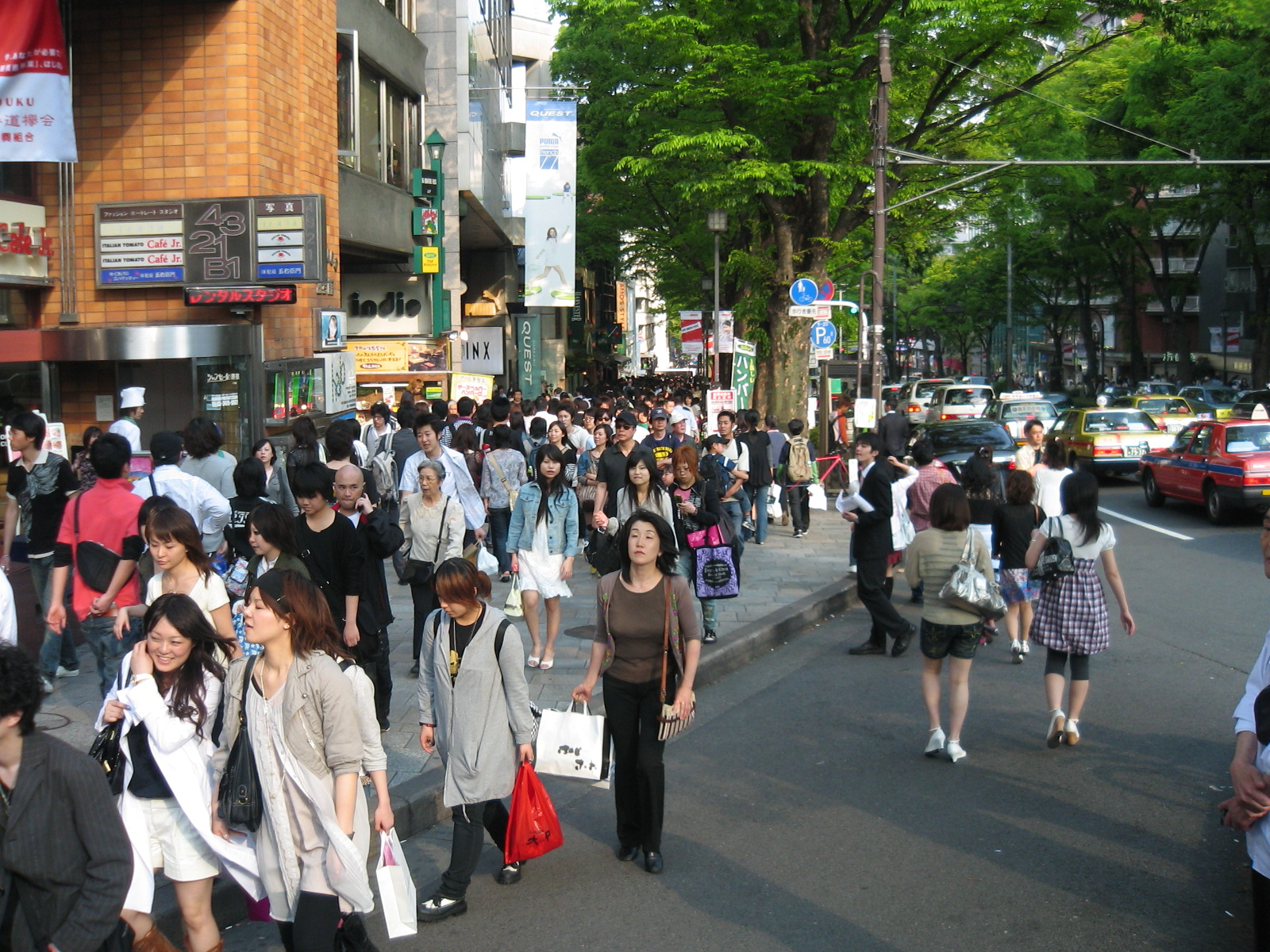
Omote-sandō
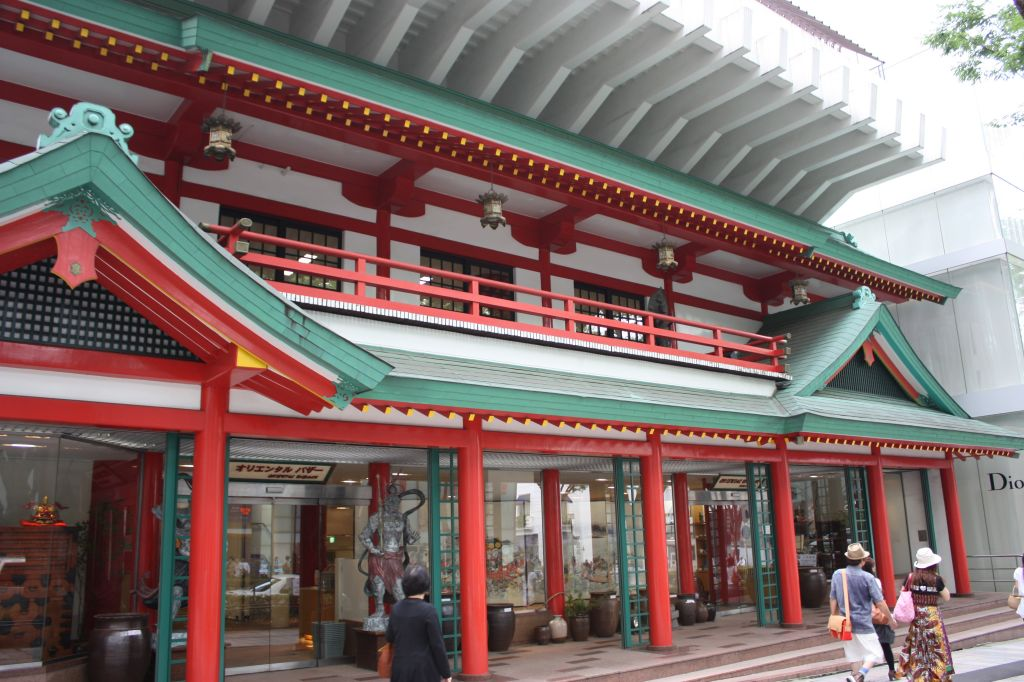
Oriental Bazaar
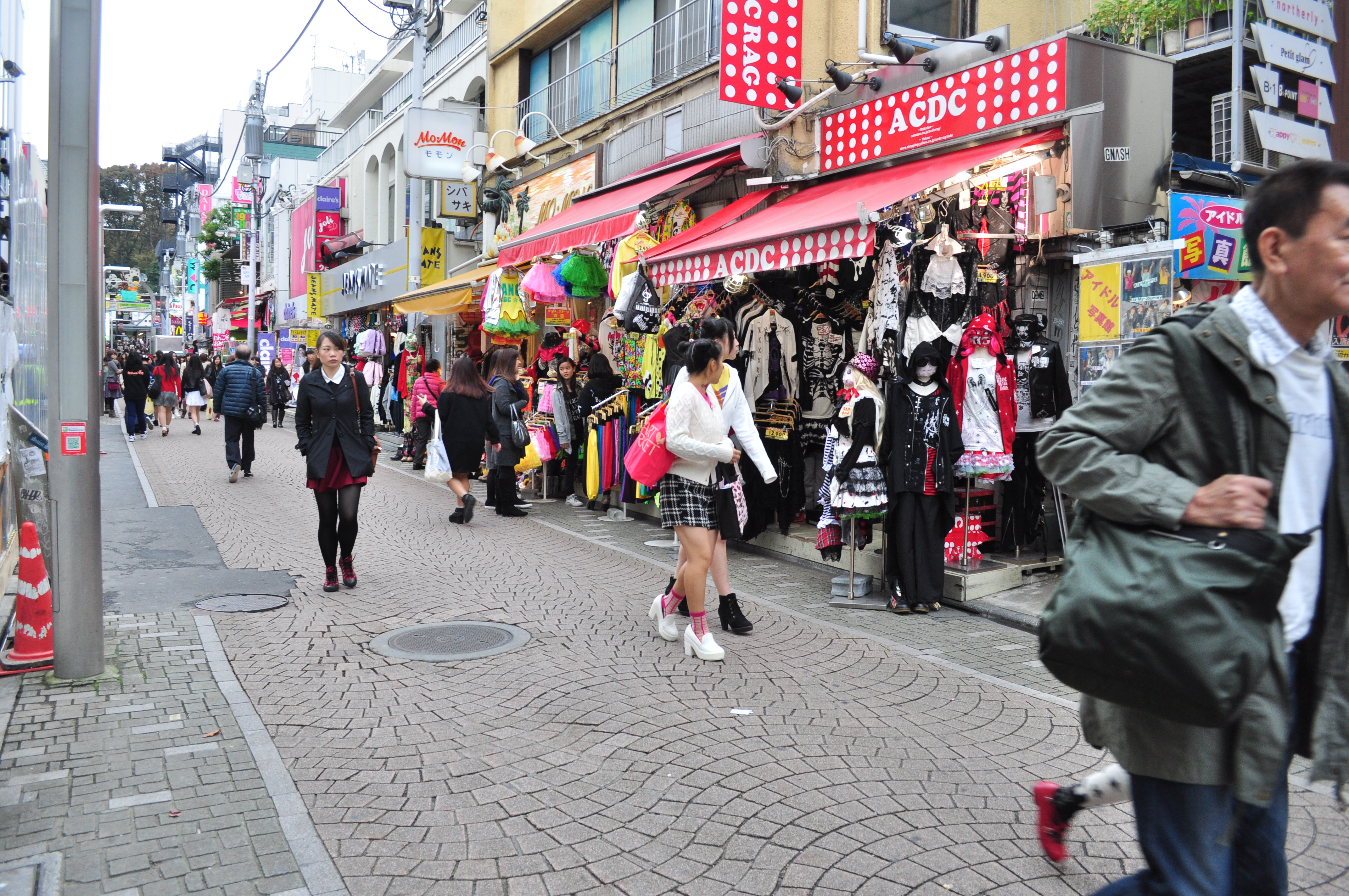
Uliczka Takeshita
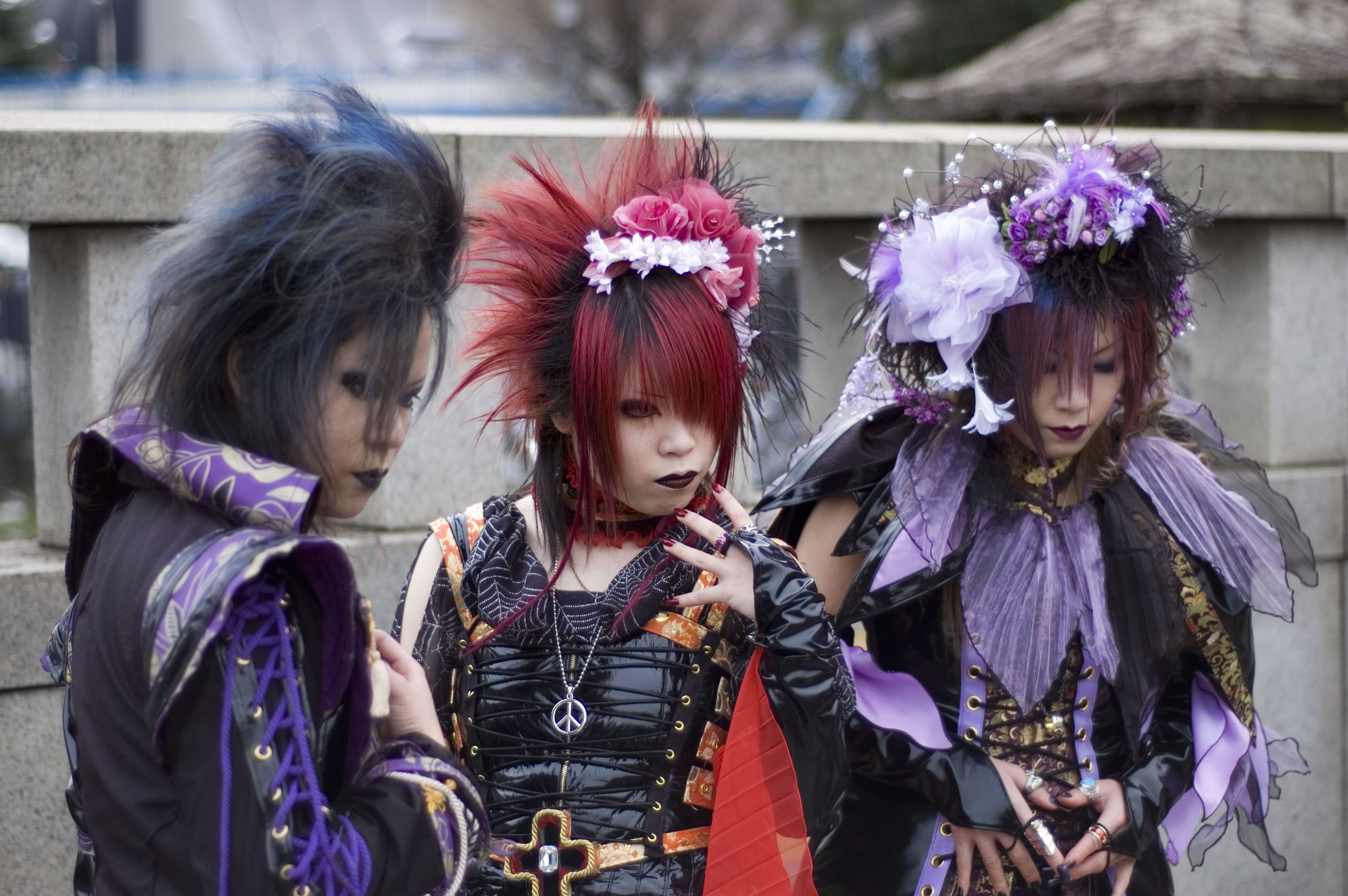
Nastolatki ubrane w visual kei na moście Jingū-bashi
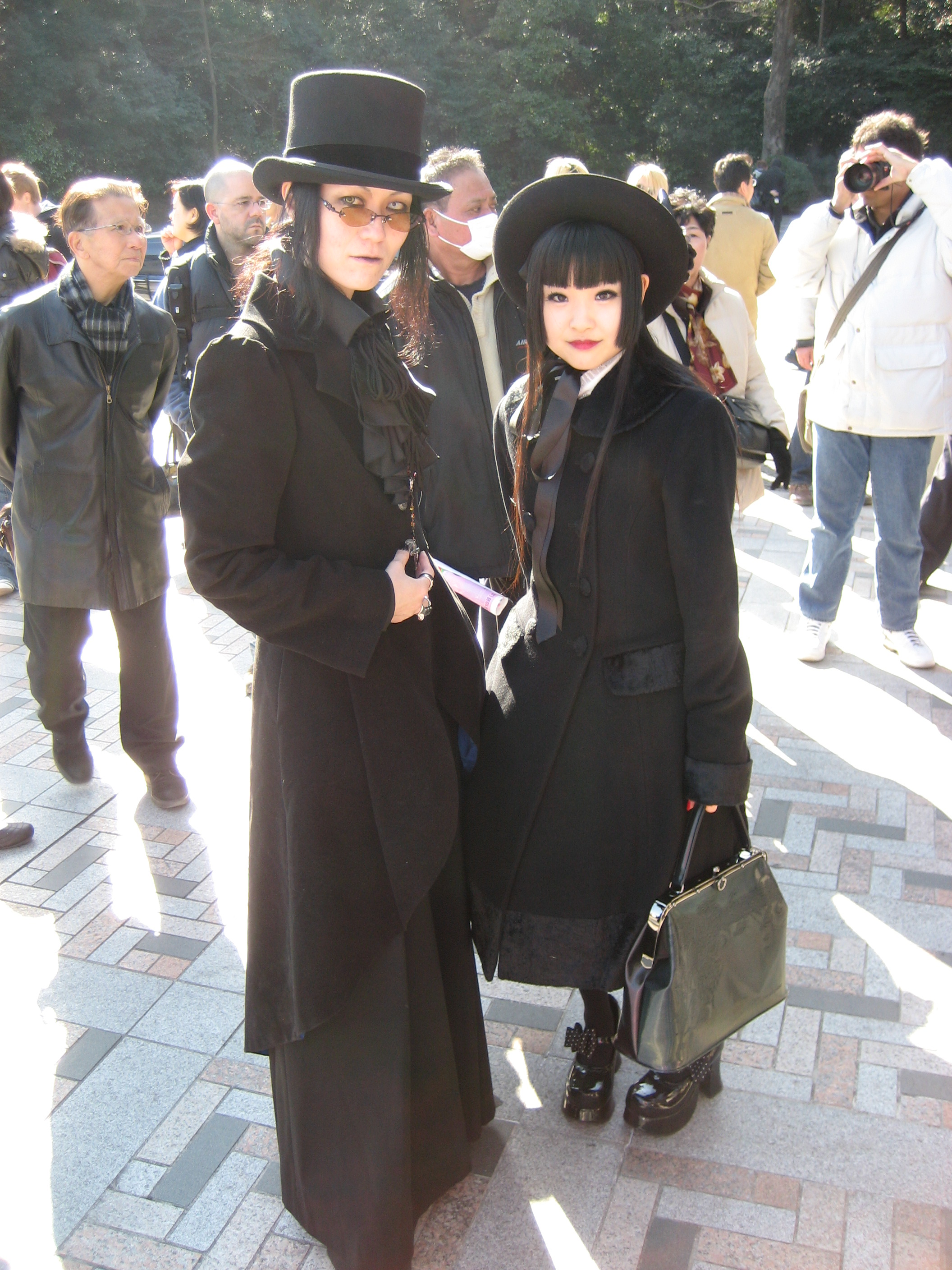
Na moście